# Coxeterjev element
Coxeterjevo število h je v matematiki red Coxeterjevega elementa, nereducibilne Coxeterjeve grupe ter tudi korenskega sistema ali njenih Weylovih grup.  
Imenuje se po britansko-kanadskem matematiku in geometru Haroldu Scottu MacDonaldu Coxeterju (1907–2003).

## Definicija
Znanih je več načinov definiranja Coxeterjevega števila h za nereducibilni korenski sistem. 
Coxeterjev element je zmnožek vseh enostavnih zrcaljenj. Zmnožek je odvisen od  zaporedja v katerem ga uporabimo. Različna zaporedja dajo konjugirane elemente, ki imajo vsi isti red.  
- Coxeterjevo število je enako številu korenov deljenemu z rangom.
- Coxeterjevo število je red Coxeterjevega elementa (vsi konjugirani elementi imajo isti red)
- če je najvišji red  ∑miαi za enostavne korene ai, potem je Coxeterjevo število 1 + ∑mi
- razsežnost pripadajoče Liejeve algebre je n(h + 1), kjer je n rang in h je Coxeterjevo število
- Coxeterjevo število je najvišja stopnja osnovnih invariant Weylove grupe delujoče na polinomih
- Coxeterjeva števila so dana v naslednji preglednici

| Coxeterjeva grupa | Coxeterjeva grupa | Coxeterjevo število h | dualno Coxeterjevo število | stopnja osnovnih invariant   |
| ----------------- | ----------------- | --------------------- | -------------------------- | ---------------------------- |
| An                | ...               | n + 1                 | n + 1                      | 2, 3, 4, ..., n + 1          |
| Bn                | ...               | 2n                    | 2n − 1                     | 2, 4, 6, ..., 2n             |
| Cn                | ...               | 2n                    | n + 1                      | 2, 4, 6, ..., 2n             |
| Dn                | ...               | 2n − 2                | 2n − 2                     | n; 2, 4, 6, ..., 2n − 2      |
| E6                |                   | 12                    | 12                         | 2, 5, 6, 8, 9, 12            |
| E7                |                   | 18                    | 18                         | 2, 6, 8, 10, 12, 14, 18      |
| E8                |                   | 30                    | 30                         | 2, 8, 12, 14, 18, 20, 24, 30 |
| F4                |                   | 12                    | 9                          | 2, 6, 8, 12                  |
| G2 = I2(6)        |                   | 6                     | 4                          | 2, 6                         |
| H3                |                   | 10                    |                            | 2, 6, 10                     |
| H4                |                   | 30                    |                            | 2, 12, 20, 30                |
| I2(p)             |                   | p                     |                            | 2, p                         |

## Coxeterjeva ravnina
Za dan Coxeterjev element w obstoja ravnina P na kateri w deluje kot vrtenje za 2π/h. Imenujemo jo Coxeterjeva ravnina. Na njej ima P lastne vrednosti e2πi/h in e−2πi/h = e2πi(h−1)/h 
Coxeterjeva ravnina se pogosto uporablja za risanje diagramov s politopi, ki imajo višje razsežnosti in za korenske sisteme. To pomeni risanje oglišč in robov politopov ali korenov (in nekaterih robov, ki jih povezujejo) pravokotno projiciranih na Coxeterjevo ravnino, kar da Petriejeve mnogokotnike s h-kratno vrtilno simetrijo. Pri korenskih sistemih se noben koren ne preslika v nič. 
Projekcije na Coxeterjevo ravnino so za platonska telesa prikazane spodaj:   
- Petriejevi mnogokotniki platonskih teles, ki kažejo 4-, 6- in 10-kratno simetrijo, ki odgovarja Coxeterjevi m dolžinam za A3, BC3 in H3.